# Ketanji Brown Jackson
Ketanji Brown Jackson (Washington, D.C.,14 de setembro de 1970) é uma juiza americana que atua como juiza associada do Supremo Tribunal dos Estados Unidos. A primeira mulher afro-americana a ser juíza na Suprema Corte, Jackson foi empossada a 30 de junho de 2022, tendo sido confirmada pelo Senado dos Estados Unidos a 7 de abril de 2022. Ela era anteriormente uma juíza do circuito dos Estados Unidos do Tribunal de Apelações dos Estados Unidos para o Circuito do Distrito de Columbia de 2021 a 2022.
Jackson sucedeu ao juiz Stephen Breyer após sua aposentadoria do Supremo Tribunal a 30 de junho de 2022. Ao tomar posse, tornou-se a primeira mulher negra e a primeira ex-defensora pública federal a servir no Supremo Tribunal.

## Primeiros anos
Nasceu em Washington, DC, e foi criada em Miami, Flórida. Seus pais, Johnny e Ellery Brown, eram ambos formados na HBCU e trabalhavam como advogado e diretora de escola, respectivamente. Jackson frequentou a Miami Palmetto Senior High School de 1984 até 1988, onde foi campeã nacional de oratória. Jackson frequentou a Universidade Harvard para a faculdade de direito, onde atuou como editora da Harvard Law Review. Obteve um diploma de Bacharel em Artes Magna Cum Laude em gestão pública (government) pela Universidade Harvard em 1992 e se formou em Direito, obtendo um Juris Doctor cum laude pela Faculdade de Direito de Harvard em 1996, onde foi editora da Harvard Law Review. Começou a sua carreira jurídica com três estágios, incluindo um com o juiz associado da Suprema Corte dos Estados Unidos, Stephen Breyer. Antes de sua elevação ao Tribunal de Apelações dos Estados Unidos para o Circuito de DC, ela atuou como juíza distrital do Tribunal Distrital dos Estados Unidos para o Distrito de Columbia de 2013 a 2021. Jackson também foi vice-presidente da Comissão de Sentença dos Estados Unidos de 2010 para 2014. Desde 2016, ela é membro do Conselho de Supervisores de Harvard.

## Inicio de carreira

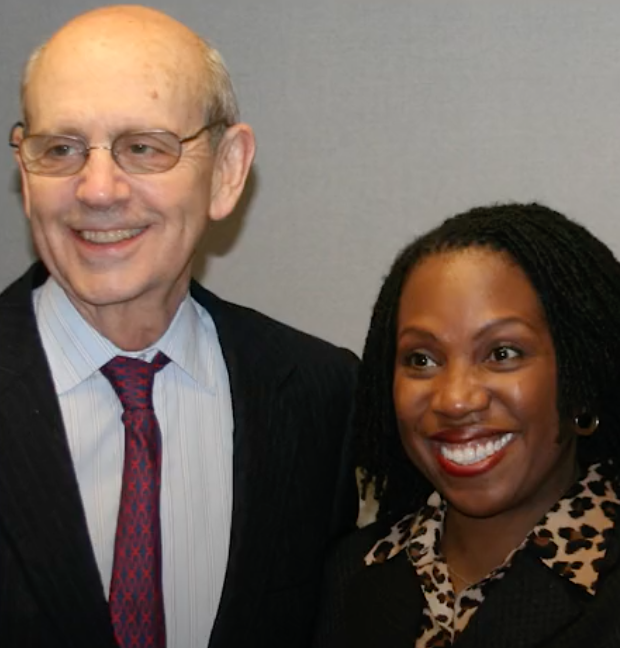
Jackson com o juiz da Suprema Corte, Stephen Breyer

Após a faculdade de direito, Jackson serviu como assistente jurídico da juiza Patti B. Saris do Tribunal Distrital dos Estados Unidos para o Distrito de Massachusetts de 1996 a 1997, depois trabalhou para o juiz Bruce M. Selya do Tribunal de Apelações dos EUA para o Primeiro Circuito de 1997 a 1998. Passou um ano em consultório particular no escritório de advocacia de Washington, DC Miller Cassidy Larroca & Lewin (agora parte da Baker Botts), então foi funcionária do juiz do Supremo Tribunal dos EUA, Stephen Breyer de 1999 a 2000.
Jackson trabalhou em advocacia privada de 2000 a 2003, primeiro no escritório de advocacia Goodwin Procter, com sede em Boston, de 2000 a 2002, depois com Kenneth Feinberg no escritório de advocacia agora chamado Feinberg & Rozen LLP, de 2002 a 2003. A partir de 2003 até 2005, ela foi advogada assistente especial da Comissão de Sentenças dos Estados Unidos. De 2005 a 2007, Jackson foi defensora pública federal assistente em Washington, DC, onde tratou de casos perante o Tribunal de Apelações dos EUA para o Circuito de DC. O Washington Post analisou os casos que Jackson tratou durante seu o tempo como defensora pública e mostrou que "ela obteve vitórias incomuns contra o governo que encurtou ou apagou longas penas de prisão". De 2007 a 2010, Jackson foi especialista em apelação na Morrison & Foerster.

## Comissão de sentenças dos Estados Unidos (2010-2014)
A 23 de julho de 2009, Barack Obama nomeou-a para tornar-se vice-presidente da Comissão de Sentenças dos Estados Unidos. O Senado dos Estados Unidos confirmou Jackson por unanimidade a 11 de fevereiro de 2010. Ela sucedeu a Michael E. Horowitz, que serviu de 2003 a 2009. Jackson serviu na Comissão de Sentenças até 2014. Durante o seu tempo na Comissão, alterou retroativamente as Diretrizes de Sentença para reduzir o alcance da diretriz para crimes de crack, e promulgou a emenda "drogas menos dois", que implementou uma redução de dois níveis de ofensa para crimes de drogas.

## Juíza no tribunal distrital

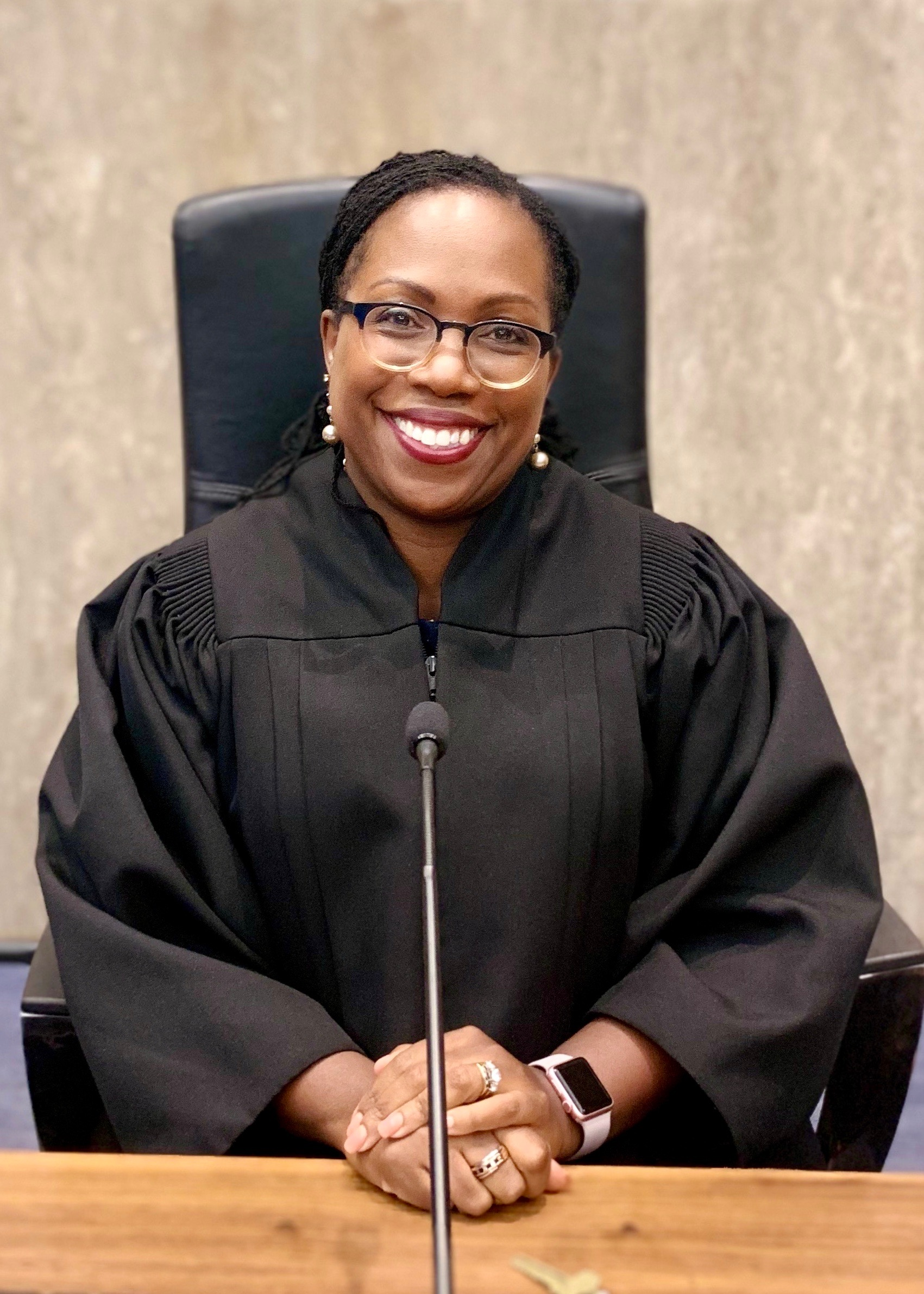
Jackson no banco do Tribunal Distrital dos EUA para o Distrito de Columbia

A 20 de setembro de 2012, Obama nomeou-a para servir como juiz do Tribunal Distrital dos Estados Unidos para o Distrito de Columbia para o assento vago pelo juiz aposentado Henry H. Kennedy Jr. Jackson foi apresentado na sua audiência de confirmação de dezembro de 2012., pelo republicano Paul Ryan, um parente por casamento, que disse: "Nossa política pode ser diferente, mas meu elogio ao intelecto de Ketanji, por seu caráter, por sua integridade, é inequívoco". A 14 de fevereiro de 2013, a sua indicação foi relatada ao Plenário do Senado por voto de voz do Comitê Judiciário do Senado. Foi confirmada pelo Plenário do Senado por votação de voz a 22 de março de 2013. Ela recebeu a sua comissão a 26 de março de 2013 e foi empossada pelo juiz associado, Breyer em maio de 2013.
Durante o seu tempo no Tribunal Distrital, Jackson escreveu várias decisões adversas às posições do governo Trump. Na sua opinião, ordenando que o ex-conselheiro da Casa Branca de Trump, Donald McGahn, cumpra uma intimação legislativa, ela escreveu que "presidentes não são reis". Jackson lidou com uma série de desafios às ações da agência executiva que levantaram questões de direito administrativo. Ela também emitiu decisões em vários casos que ganharam atenção política particular.
A Bloomberg Law informou na primavera de 2021 que ativistas conservadores apontavam certas decisões de Jackson que haviam sido revertidas em recurso como uma "potencial mancha em seu histórico". Em 2019, Jackson decidiu que as disposições em três ordens executivas de Trump conflitavam com os direitos dos funcionários federais à negociação coletiva. A sua decisão foi revertida por unanimidade pelo Circuito DC. Outra decisão de 2019, envolvendo uma contestação a uma decisão do Departamento de Segurança Interna de expandir a definição da agência de quais não cidadãos poderiam ser deportados, também foi revertida pelo Circuito de DC. Nan Aron, presidente da liberal Alliance for Justice, defendeu o registro de Jackson, dizendo que Jackson "escreveu quase 600 opiniões e foi revertida menos de doze vezes".

## Tribunal de apelação (2021-2022)
A 30 de março de 2021, o presidente Joe Biden anunciou a sua intenção de nomear Jackson para atuar como juiza do circuito dos Estados Unidos para o Tribunal de Apelações dos Estados Unidos para o Circuito de DC. A 19 de abril de 2021, a sua indicação foi enviada ao Senado. O presidente Biden nomeou Jackson para o cargo vago pelo juiz Merrick Garland, que deixou o cargo para se tornar Procurador-Geral.
A 28 de abril de 2021, numa audiência sobre a sua nomeação foi realizada no Comité Judiciário do Senado. Durante a audiência de confirmação, Jackson foi questionada sobre várias de suas decisões contra o governo Trump. A 20 de maio de 2021, a indicação de Jackson foi relatada fora do comitê por 13 a 9 votos. A 10 de junho de 2021, Cloture foi invocado na sua nomeação por uma votação de 52-46. A 14 de junho de 2021, o Senado dos Estados Unidos confirmou Jackson numa votação de 53 a 44. Os senadores republicanos Susan Collins, Lindsey Graham e Lisa Murkowski juntaram-se aos 50 democratas na votação para confirmar a sua indicação. Ela recebeu a sua comissão judicial em 17 de junho de 2021.
A primeira decisão de Jackson como juiz do tribunal de apelações invalidou uma regra de 2020 da Autoridade Federal de Relações Trabalhistas que restringiu o poder de barganha dos sindicatos do setor federal.

## Supremo Tribunal dos Estados Unidos (2022-presente)

### Nomeação e confirmação

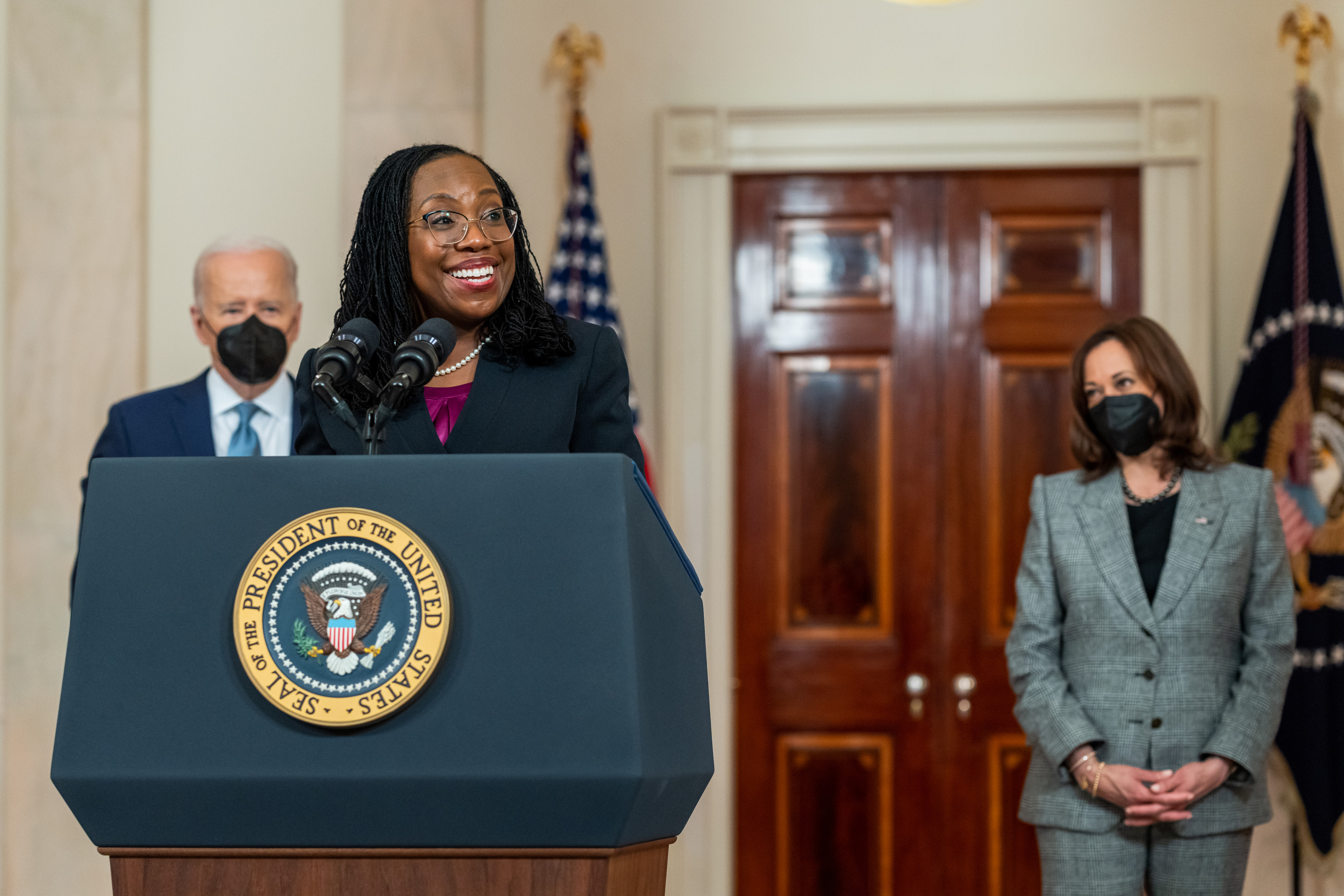
Jackson faz comentários sobre sua nomeação no Grand Foyer da Casa Branca, 25 de fevereiro de 2022

No início de 2016, os funcionários do governo Obama examinaram Jackson como uma potencial candidata ao Supremo Tribunal dos EUA para preencher a vaga deixada pela morte de Antonin Scalia. Jackson foi uma dos cinco candidatos entrevistados como um candidato potencial para a vaga.
No início de 2022, os meios de comunicação especularam que Biden nomearia Jackson para o Supremo Tribunal dos EUA para ocupar o lugar vago por Stephen Breyer. Biden prometeu durante a campanha eleitoral presidencial dos Estados Unidos de 2020 para nomear uma mulher negra para o tribunal, caso ocorra uma vaga. A nomeação de Jackson para o Circuito de DC, considerado o segundo tribunal federal mais influente nos Estados Unidos, atrás apenas do Supremo Tribunal, foi visto como uma preparação para uma potencial promoção ao Supremo Tribunal.
A potencial nomeação de Jackson para o Supremo Tribunal foi apoiada por direitos civis e organizações de defesa liberal. O Washington Post escreveu que a experiência de Jackson como defensora pública "a tornou querida para a base mais liberal do Partido Democrata". Embora os seus apoiadores tenham elogiado a sua história como defensora pública como um ativo, durante a sua audiência de confirmação de 2021, os republicanos tentaram lançar seu trabalho de defensora pública como um passivo.

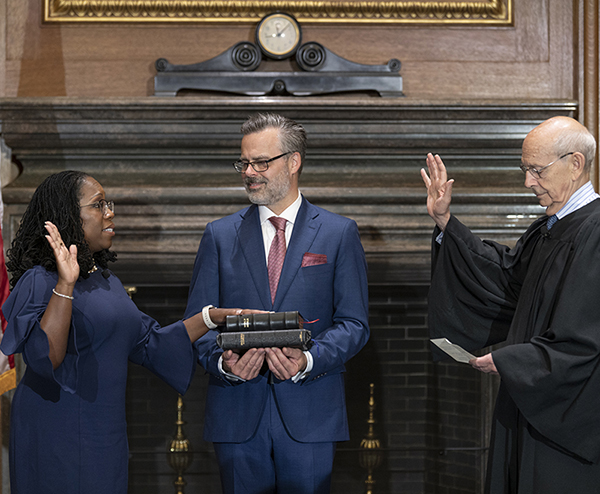
Stephen Breyer administrando o Juramento Judicial a Jackson

A 25 de fevereiro de 2022, Biden anunciou que Jackson era a sua candidata a juiza associada do Supremo Tribunal. A sua indicação foi enviada ao Senado a 28 de fevereiro. As suas audiências de confirmação perante o Comitê Judiciário do Senado foram abertas em 21 de março a 4 de abril por uma votação processual 53-47 no Senado. Foi posteriormente confirmada pela mesma margem de 7 de abril de 2022. Os senadores republicanos Mitt Romney, Lisa Murkowski e Susan Collins juntaram-se aos senadores democratas na confirmação de Jackson para o Supremo Tribunal. Prestou juramento e tornou-se juíza associada a 30 de junho de 2022 ao meio-dia, quando a aposentadoria de Breyer entrou em vigor.

### Posse
O Supremo Tribunal divulgou as suas opiniões finais de mérito durante a manhã de 30 de junho de 2022. Ao meio-dia, o juíz Breyer aposentou-se oficialmente e Jackson tomou o seu juramento de tomade de posse, tornando-se a primeira mulher negra e a primeira ex-defensora pública federal a servir no Supremo Tribunal.

## Filosofia judicial
Em janeiro de 2022, o The New York Times informou que Jackson "ainda não havia escrito um corpo de pareceres do tribunal de apelações expressando uma filosofia legal" porque ela havia se juntado ao Tribunal de Apelações dos EUA para o Circuito de DC no verão de 2021. No entanto, o The Times disse, as decisões anteriores de Jackson "comportaram-se com as de um juiz de inclinação liberal", incluindo as suas opiniões bloqueando várias ações do governo Trump. Além disso, uma revisão de mais de 500 das suas opiniões judiciais indicam que ela provavelmente seria tão liberal quanto o juiz Stephen Breyer, o juiz que substituiu no Supremo Tribunal.
De acordo com Sahil Kapur, escrevendo para a NBC News, "Jackson encaixa-se bem com o Partido Democrata e a agenda do movimento progressista" devido à sua relativa juventude, experiência como defensora pública e histórico de decisões favoráveis aos trabalhadores.
O Politico informou que "Jackson é popular entre os ativistas legais liberais que procuram substituir Breyer por um juiz disposto a se envolver em combate ideológico com os conservadores do tribunal".

## Afiliações

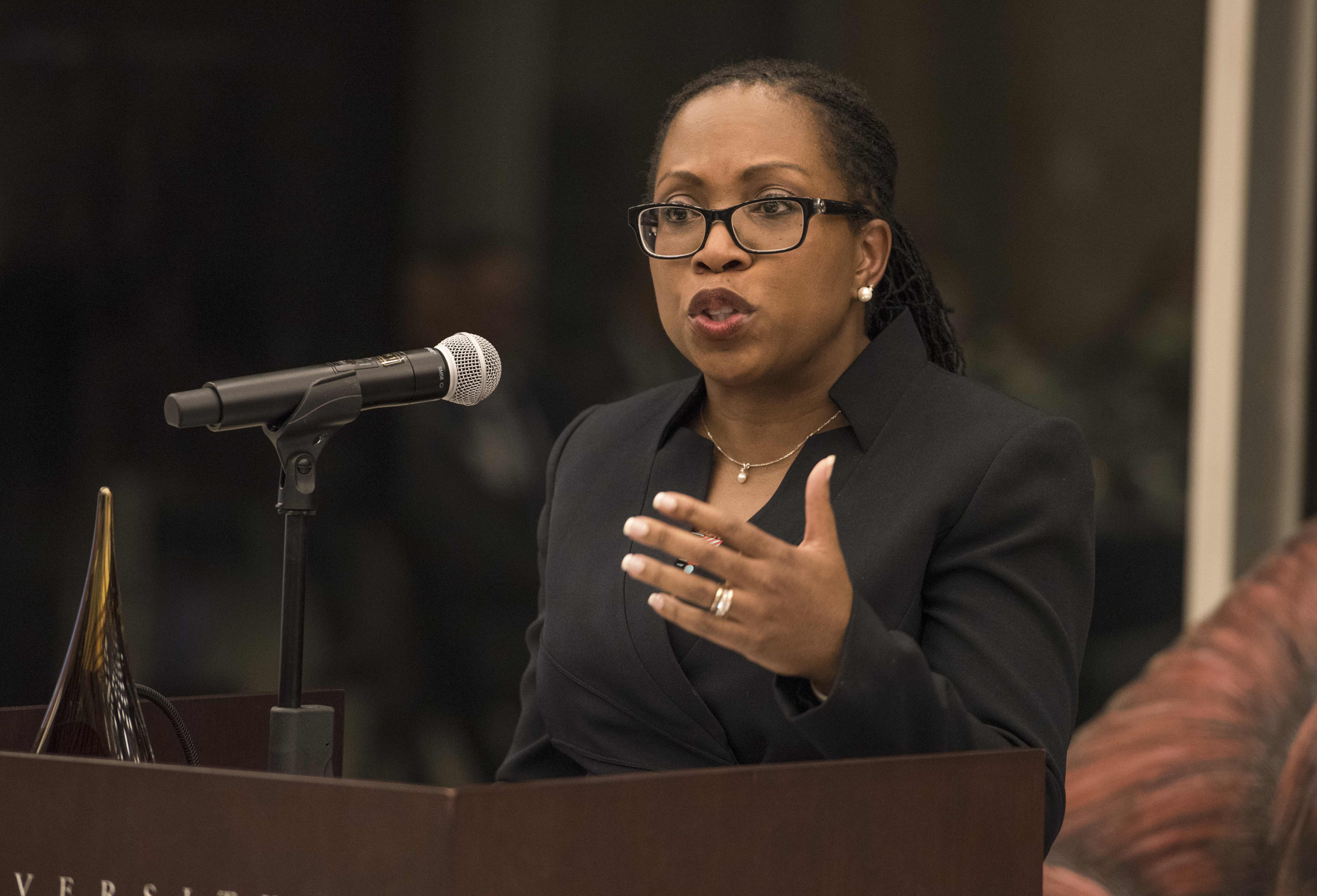
Jackson no Juiz James B. Parsons Legacy Dinner em 24 de fevereiro de 2020

Jackson é membro do Judicial Conference Committee on Defender Services, bem como do Conselho de Supervisores da Universidade de Harvard e do Conselho do American Law Institute. Ela também atua atualmente no conselho da Georgetown Day School e na Comissão de Companheiros da Suprema Corte dos EUA.
De 2010 a 2011, ela atuou no conselho consultivo da Montrose Christian School, que era uma escola batista. Atuou como juiza em vários julgamentos simulados com a Shakespeare Theatre Company e para a Sociedade Histórica do Programa Mock Court do Distrito de Columbia. Presidiu um julgamento simulado, organizado pela Thomas R. Kline School of Law da Drexel University em 2018, " para determinar se o vice-presidente Aaron Burr era culpado de assassinar" Alexander Hamilton.
Em 2017, Jackson apresentou na 35ª Edith House Lecture da University of Georgia School of Law. Em 2018, participou como palestrante na prefeitura do National Constitution Center sobre o legado de Alexander Hamilton. Em 2020, Jackson deu a palestra Martin Luther King Jr. Day na Faculdade de Direito da Universidade de Michigan e foi homenageado no terceiro jantar anual do Juiz James B. Parsons Legacy da Faculdade de Direito da Universidade de Chicago, que foi organizado pela Associação de Estudantes de Direito Negro da escola.

## Vida pessoal
Em 1996, Brown casou-se com o cirurgião Patrick Graves Jackson, um brâmane de Boston que é descendente do delegado do Congresso Continental Jonathan Jackson, e é parente do juiz da Suprema Corte dos EUA Oliver Wendell Holmes Jr.  Através do seu casamento, Jackson é parente do ex-presidente da Câmara, Paul Ryan. O casal tem duas filhas, Leila e Talia. Jackson é protestante não-denominacional.